# Psenes maculatus
Psenes maculatus är en fiskart som beskrevs av Lütken, 1880. Psenes maculatus ingår i släktet Psenes och familjen Nomeidae. Inga underarter finns listade i Catalogue of Life.